# Alligator prenasalis
Alligator prenasalis - вимерлий вид алігаторів, численні скам'янілості якого були знайдені в олігоценових формаціях Південної Дакоти (США). Вид був описаний в 1904 році, однак його спочатку класифікували як крокодила (Crocodylus). В 1918 році він був віднесений до роду Алігатор (Alligator). Це найбільш ранній відомий представник цього роду.